# Cashibo
Le cashibo (ou cashibo-cacataibo) est une langue panoane parlé en Amazonie péruvienne par 5 000 Cashibo (en).

## Phonologie
Les tableaux présentent la phonologie du cashibo.

### Voyelles
|         | Antérieure | Centrale | Postérieure |
| ------- | ---------- | -------- | ----------- |
| Fermée  | i [i]      | ɨ [ɨ]    |             |
| Moyenne | e [e]      |          | o [o]       |
| Ouverte |            | a [a]    | ɔ [ɔ]       |

### Consonnes
|            |            | Bilabiale | Dentale | Palatale | Rétrofl. | Vélaire | Labio-v. | Glottale |
| ---------- | ---------- | --------- | ------- | -------- | -------- | ------- | -------- | -------- |
| Occlusives | Occlusives | p [p]     | t [t]   |          |          | k [k]   | kw [kʷ]  | ʔ [ʔ]    |
| Fricatives | Fricatives | β [β]     | s [s]   | ʃ [ʃ]    | ʂ [ʂ]    |         |          |          |
| Affriquées | Affriquées |           | ts [t͡s] | tʃ [t͡ʃ]  |          |         |          |          |
| Nasales    | Nasales    | m [m]     | n [n]   | ñ [ɲ]    |          |         |          |          |
| Liquides   | Liquides   |           | r [r]   |          |          |         |          |          |